# زیگن
شهر زیگن (به آلمانی: Siegen) در ایالت نوردراین-وستفالن در کشور آلمان واقع شده است.